# Berbezit
Berbezit (okzitanisch gleichlautend) ist eine französische Gemeinde mit 44 Einwohnern (Stand: 1. Januar 2022). Sie liegt im Département Haute-Loire in der Region Auvergne-Rhône-Alpes (vor 2016 Auvergne) und gehört zum Arrondissement Brioude sowie zum Kanton Plateau du Haut-Velay granitique. 

## Geographie
Berbezit liegt etwa 30 Kilometer nordwestlich von Le Puy-en-Velay. 
Umgeben wird Berbezit von den Nachbargemeinden Cistrières im Norden und Nordosten, Connangles im Osten, Montclard im Süden sowie Saint-Didier-sur-Doulon im Westen.

## Bevölkerungsentwicklung
| Jahr                       | 1962 | 1968 | 1975 | 1982 | 1990 | 1999 | 2006 | 2011 | 2017 |
| Einwohner                  | 114  | 101  | 91   | 91   | 83   | 59   | 61   | 58   | 47   |
| Quellen: Cassini und INSEE |      |      |      |      |      |      |      |      |      |

## Sehenswürdigkeiten
- Kirche La Nativité-de-la-Sainte-Vierge
- Schloss